# 팅커벨 2: 잃어버린 보물
《팅커벨 2: 잃어버린 보물》(Tinker Bell and the Lost Treasure)은 2009년 공개된 미국의 애니메이션 영화이다.